# Universidad de La Serena
La Universidad de La Serena es una de las 16 universidades tradicionales de Chile, perteneciente al Consejo de Rectores de las Universidades Chilenas, al Consorcio de Universidades Estatales de Chile, y a la Agrupación de Universidades Regionales de Chile. Su sede central se encuentra en La Serena, Chile.
Actualmente se encuentra acreditada por la Comisión Nacional de Acreditación (CNA-Chile) por un período de 5 años (de un máximo de 7), desde noviembre de 2021 hasta noviembre de 2026.Figura en la posición 22 dentro de las universidades chilenas según la clasificación webométrica SCImago Institutions Rankings (SIR) 2024.Está en la posición 21 según el ranking de Webometrics 2024. Está en la posición 21-25 a nivel nacional en el QS Rankings 2024.Está en la posición 6-16 a nivel nacional en el ranking Times Higher Education 2024.

## Historia
Esta academia universitaria es la sucesora en la enseñanza de la minería iniciada en La Serena a mediados del siglo XIX. Desde sus inicios, su objetivo fundamental y permanente ha sido crear, promover y difundir las manifestaciones científicas, tecnológicas, culturales y artísticas, por lo cual se encuentra muy ligada al compromiso de ser parte viva en el camino de la búsqueda de soluciones a la problemática regional. La Universidad de La Serena dispone de una Casa Central y otros seis campus ubicados en la ciudad de La Serena y en la ciudad de Ovalle.

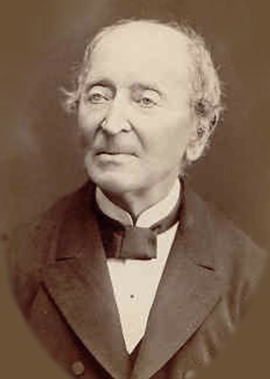
Ignacio Domeyko.

El 3 de junio de 1838 llega a La Serena el sabio polaco Ignacio Domeyko, quien inició la enseñanza profesional de la minería en la capital regional al ser contratado por el Gobierno chileno como profesor del curso de Química y Mineralogía del Instituto Departamental de Coquimbo actual Liceo de Hombres de La Serena. Domeyko fue también el impulsor de la Escuela de Minas de La Serena.
En el año 1874 Nace la Escuela Normal de Preceptoras de La Serena, creada por Decreto N.º 30, promulgado por el presidente Federico Errázuriz Zañartu. Luego de cuatro años de funcionamiento esta Escuela cierra hasta su reapertura el 6 de abril de 1890, año en que asume su dirección la educadora alemana Isabel Bongard.
El 26 de agosto de 1887 se funda la Escuela Práctica de Minería de La Serena, cuyo primer director fue Buenaventura Osorio Álvarez, continuando el legado de enseñanza de la minería que Domeyko había comenzado años atrás y que se caracterizó por una fuerte formación básica en ciencias y en disciplinas de la ingeniería, mucho trabajo de laboratorio y experiencia práctica, e intensa vocación de los profesores por enseñar a los jóvenes. 
El 27 de julio de 1957 se funda en La Serena el Conservatorio Regional de Música dependiente de la Facultad de Ciencias y Artes Musicales de la Universidad de Chile, el que se integra posteriormente a la sede local de la misma universidad. El primer director del Conservatorio fue Jorge Peña Hen.
Es en el año 1961 cuando la Universidad de Chile instala en la ciudad el Colegio Universitario Regional, el que comenzó a impartir las carreras de pedagogía en las especialidades humanistas y científicas. Dos años más tarde el Colegio Regional se convierte en el Centro Universitario y en 1971 adquiere la categoría de sede de la Universidad de Chile.
A principios del año 1974 la Escuela Normal de Preceptoras es traspasada a la sede regional de la Universidad de Chile.
Finalmente el año 1981 las exsedes regionales de la Universidad Técnica del Estado y de la Universidad de Chile se fusionan dando origen a la Universidad de La Serena, cuyo primer Rector fue don Daniel Arraigada Pineda.

## Organización
La Universidad de La Serena posee, además de su casa central en La Serena, dos sedes, en Coquimbo y Ovalle. Cuenta con cuatro facultades y cuarenta carreras:
| Facultades                                               | Carreras |
| -------------------------------------------------------- | --- |

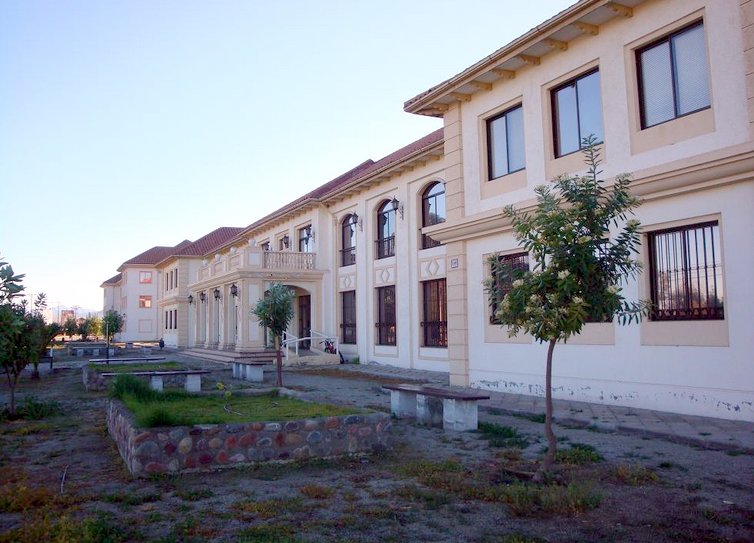
Facultad de Ciencias ubicada en Campus Andrés Bello.

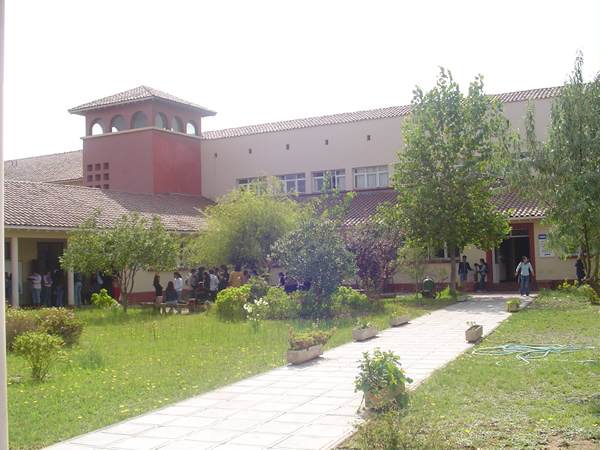
Facultad de Ciencias Sociales, Empresariales y Jurídicas (FACSEJ).

| Facultad de Ciencias                                     | - Enfermería - Ingeniería Agronómica - Licenciatura en Astronomía - Licenciatura en Física - Licenciatura en Matemáticas - Licenciatura en Química - Pedagogía en Biología y Ciencias Naturales - Pedagogía en Matemáticas y Física - Pedagogía en Matemáticas - Químico Laboratorista - Odontología - Kinesiología                                                                      |
| Facultad de Ciencias Sociales, Empresariales y Jurídicas | - Administración Pública - Auditoría - Ingeniería Comercial - Ingeniería en Administración de Empresas - Pedagogía en Historia, Geografía y Ciencias Sociales - Periodismo - Derecho |
| Facultad de Ingeniería                                   | - Arquitectura - Ingeniería Civil - Ingeniería Civil en Computación e Informática - Ingeniería Civil Ambiental - Ingeniería Civil de Minas - Ingeniería Civil Industrial - Ingeniería Civil Mecánica - Ingeniería Mecánica - Ingeniería de Minas - Ingeniería en Computación - Ingeniería en Biotecnología con Mención en Alimentos y Procesos Sustentables - Ingeniería en Construcción |
| Facultad de Humanidades                                  | - Diseño (Mención Comunicación o Mención en Equipamiento) - Licenciatura en Música - Pedagogía en Castellano y Filosofía - Pedagogía en Educación Diferencial - Pedagogía en Educación General Básica - Pedagogía en Educación Musical - Pedagogía en Educación Parvularia - Pedagogía en Inglés - Psicología - Traductor Inglés-Español                                                 |

### Departamento de Actividades extracurriculares
Su función es estimular, fomentar, canalizar y evaluar las distintas actividades artísticas, culturales, científicas y recreativas con el propósito de constituir un canal de participación libre, voluntario y gratuito dentro de la Casa de estudios, además contribuye constantemente a la cultura de la región.
- Circo Minero[12]

El 26 de agosto de 1951, un grupo de estudiantes de la Escuela de Minas de la Universidad de La Serena, decide incorporar en la fogata de aniversario de su escuela, algunos números artísticos de carácter circense. Así nace Circo Minero, el único circo de estudiantes de su género en el mundo.
...Porque somos como polvo de estrellas, y antes que el viento nos lleve a otro lugar, queremos dejar aquí lo mejor de nuestros corazones...
- Conjunto de Proyección Folclórica[14]

El conjunto folclórico universitario tiene aun mayor data que la propia casa de estudios, ya que ella nació de la fusión, en el año 1981, de las Ex Sedes La Serena de la Universidad Técnica del Estado y la Universidad de Chile.
El conjunto de Proyección Folclórica tiene una trayectoria artística ininterrumpida de treinta y cinco años. Se creó con el propósito de preservar, difundir y exaltar los valores musicales tradicionales chilenos, como también ser un medio de expresión en donde los jóvenes universitarios canalizan sus inquietudes artísticas y culturales. 
- Grupo de Teatro Experimental

El grupo de teatro experimental funciona desde el año 2001 y los jóvenes que forman parte de la agrupación asisten a sesiones semanales, en las que se realizan talleres de expresión corporal, voz, maquillaje teatral y diseño de vestuario. Todo lo que se lleva en la puesta en escena es creado por los estudiantes, las presentaciones son en la propia Universidad como en espacios de la comunidad.
- Tuna San Bartolomé de La Serena[16]

Fue fundada el 13 de diciembre de 1990. Cuenta entre sus integrantes alumnos, funcionarios y profesionales egresados de esta casa de estudios. El principal objetivo de este grupo, es el de preservar una antigua tradición universitaria del canto popular y romántico, que surgió en las universidades de la vieja España, allá por el siglo XVI; como también, ser un medio de expresión artística en donde los jóvenes universitarios puedan desarrollar una formación complementaria y ligada a la comunidad. El grupo ha recorrido varias ciudades de Chile y participado en eventos internacionales en el extranjero, en San Pedro de Jujuy, Argentina, Arequipa, Perú y Toluca de Lerdo, México. En enero de 1993, la Tuna "San Bartolomé" editó su primer casete y en diciembre de 1999, su primer disco compacto. Durante 2011 y 2012 fue elegida como la mejor Tuna en el Certamen de la ciudad de La Serena.[cita requerida]
- Tuna femenina Azahares

Fundada el 8 de abril de 2004 por iniciativa de alumnas pertenecientes a la Universidad que se aventuraron en la idea de formar una agrupación musical de señoritas estudiantes y que además lleva una tradición universitaria tan antigua como lo es la del "Buen Tunar". El año 2007 fue apadrinada por la Tuna "San Bartolomé" de la misma casa de estudios. En su corta vida, ha representado a la Universidad en importantes festivales y encuentro de Tunas estudiantinas del país.
- Alma Latina

Es un grupo artístico instrumental y vocal formado en abril del año 2000. "Alma Latina" aborda repertorio popular y tradicional latinoamericano mayoritariamente de la segunda mitad del siglo XX, siendo su principal estilo el bolero, donde destacan los arreglos vocales. Además, se ha incursionado con bastantes solturas en otros ritmos de la tradición criolla hispanoamericana y afroamericana. El principal objetivo es realizar un trabajo de rescate y recreación musical del repertorio tradicional y popular con un sentido artístico y de calidad, como asimismo formar al alumno en una actividad complementaria que incentive el sentido de disciplina responsabilidad que además lo identifique como ciudadano y estudiante de la Universidad.
- Camerata Andina

Es una agrupación instrumental que interpreta composiciones Doctas ejecutadas con instrumentos andinos como quenas, sikus (o zampoñas) e instrumentos latinoamericanos como charango y tiple. Unidos a estos la guitarra y el bajo otorgan el soporte armónico necesario para producir una "tímbrica" atrayente y novedosa. La formación de este grupo atiende a dos objetivos principales. El primero es la ocupación del tiempo libre, fuera de las horas curriculares, en una actividad productiva, canalizando de esta forma las inquietudes e intereses de los jóvenes estudiantes. El segundo es crear una agrupación diferente a las ya existentes. De esta manera los instrumentos originarios de las culturas precolombinas de los Andes y los Cordófonos, emparentados con la cítara, traídos por el conquistador Europeo, se amalgaman para reeditar la música de los grandes maestros con un sonido que es bastante familiar.

### Centro de Formación Técnica Ignacio Domeyko
En 2002 la universidad creó el Centro de Formación Técnica Ignacio Domeyko, en la ciudad de La Serena, administrado por la corporación educacional Sociedad Educacional Ignacio Domeyko. Su director fue Patricio Cerda Carrillo. Los cursos que dictó hasta su cierre en diciembre de 2010 fueron Técnico en Contabilidad Computacional y Técnico Nivel Superior Mecánica. Sus primeros graduados fueron en 2007, siete en su carrera de contabilidad computacional y tres en mecánica.

## Himno de la Universidad
La melodía del himno de la universidad fue compuesta por el Sr. Bruno Trejos R. Mientras que su letra original fue escrita por Sr. Juan M. Fierro B.

Coro
Ya se escucha en el eco del tiempo,
por el valle del Elqui hasta el mar,
entre cuatro colinas, el viento:
La Serena, su Universidad.
I
Alza el vuelo, radiante Serena,
que ilumine tu faz el deber,
y avancemos llevando el emblema
de la ciencia, el arte, el saber.
II
Ya se yergue en el valle fecundo,
en tu tierra, hogar colonial,
tu divisa alma mater, que el mundo
te hace signo de un gran ideal.
III
Avancemos seguros y alegres,
construyamos un tiempo mejor,
que en tus aires se escuchen las voces
del futuro, del hombre y de Dios.
IV
El pasado nos cubre de gloria,
el presente es tarea de paz.
Chile Norte, laurel de la historia;
La Serena, su Universidad.